# 井上治
井上 治（いのうえ おさむ、1983年4月9日 - 2022年1月7日）は、日本のレフェリー、元プロレスラー。ヒルシュスプルング病（先天性巨大結腸症）を持病として持つ。

## 経歴
中学時代は青森県まで行ってケンドー・カシンにレスリングを教わる。
高校時代は夏休みに格闘探偵団バトラーツの道場に泊まり込みで練習に参加。
2002年3月14日、みちのくプロレスに入門。
2003年10月4日、みちのくプロレス福島市国体記念体育館サブアリーナ大会でアトランティスとタッグを組んで対ディック東郷&折原昌夫組戦でデビュー。
2004年9月20日、みちのくプロレスを退団。10月、SUPER CREWに寮長として入団。その後、練習中に頸椎ヘルニア、腰椎ヘルニア、脳腫瘍など重い病気にかかる。その後、119井上隊員として再び、みちのくプロレスに参戦する。
2006年3月31日、はやてとタッグを組んで対ディック東郷&守部宣孝組戦で引退試合が行われた。後に脳腫瘍摘出手術を受ける。
2008年6月20日、みちのくプロレス旗揚げ15周年ノスタルジックツアー後楽園ホール大会で後輩で同じ山形県出身の岡部和久と共にセコンドとして参加。
2009年、みちのくプロレスで覆面レスラー「こまち」として復帰。
2012年、ワールド女子プロレス・ディアナにレフェリーとして入団。8月16日、ディアナ道場マッチでディアナ井上としてレフェリーデビュー。
2019年12月10日、かねてより体調不良で欠場中であったが療養に専念するためディアナを退団。
2022年1月7日、腎不全のため死去。38歳没。

## 得意技
ドロップキック